# Любовник леди Чаттерлей (фильм, 2022)
«Любовник леди Чаттерлей» (англ. Lady Chatterley's Lover) — художественный фильм режиссёра Лор де Клермон-Тоннер совместного производства США и Великобритании, экранизация одноимённого романа Дэвида Герберта Лоуренса. Главные роли в нём сыграли Джек О’Коннелл и Эмма Коррин. Фестивальная премьера картины состоялась в начале сентября 2022 года, цифровой релиз на Netflix — 2 декабря 2022 года. Фильм получил высокие оценки критиков.

## Сюжет
В основе картины лежит скандально известный роман британского писателя Д. Г. Лоуренса «Любовник леди Чаттерлей». Здесь изображён классический любовный треугольник: молодая, красивая жена, муж-инвалид и угрюмый лесник, приглядывающий за поместьем.

## В ролях
- Эмма Коррин — леди Чаттерлей[1]
- Джек О’Коннелл — Оливер Мэллорс[2]
- Мэтью Дакетт — Клиффорд Чаттерлей
- Джоэли Ричардсон
- Фэйе Марсей
- Элла Хант

## Создание и оценки
Фильм снимали в Уэльсе, главным образом на территории поместья Бринкинальт в Чирке. Музыку написала Изабелла Саммерс, придерживавшаяся в ходе работы минималистичного подхода.
Премьера картины состоялась в начале сентября 2022 года на кинофестивале в Теллуриде. 23 ноября «Любовник леди Чаттерлей» вышел в ограниченный театральный прокат, а 2 декабря появился на Netflix.
На сайте-агрегаторе отзывов Rotten Tomatoes «Любовник леди Чаттерлей» получил рейтинг 86 % при средней оценке 7 из 10. Обозреватель «Фильм.ру» Гульназ Давлетшина охарактеризовала картину как «одновременно эротическую и поэтическую одиссею двух заблудших душ из разбитого послевоенного поколения». «Учитывая, что в новой адаптации блестящий каст, — написала она, — поклонники первоисточника и флёра ретро будут вполне довольны».